# Edwin Hall
Edwin Herbert Hall (Gorham, 7 novembre 1855 – Cambridge, 20 novembre 1938) è stato un fisico statunitense.

## Biografia
Scoprì nel 1879 il fenomeno galvanomagnetico, comunemente chiamato "effetto Hall". Fu professore di fisica a l'Università Harvard dal 1895 al 1921.

## Scritti
- Elementary lessons in physics; mechanics (including hydrostatics) and light (New York: H. Holt and company, 1894)
- con Alexander Smith The teaching of chemistry and physics in the secondary school (New York: Longmans, Green, and Co., 1904)